# Коґа (Фукуока)

Ко́ґа (яп. 古賀市, こがし, МФА: [koga ɕi̥]?) — місто в Японії, в префектурі Фукуока.     Отримало статус міста 1997 року. Площа становить 42,11 км². Станом на 1 липня 2012 року населення складало 58 393  осіб, густота населення — 1390 осіб/км².     

## Історія
Коґа отримала статус міста 1 жовтня 1997 року.